# Шампиньон августовский
Шампиньо́н августо́вский (лат. Agaricus augustus) — вид грибов рода Шампиньон (Agaricus) семейства Шампиньоновые (Agaricaceae). 
Научные синонимы:
- Psalliota augusta (Fr.) Quél., 1872
- Pratella augusta (Fr.) Gillet, 1878
- Fungus augustus (Fr.) Kuntze, 1898
- Agaricus peronatus Massee, 1892
- Agaricus perrarus Schulzer, 1880

и др.

## Описание
Шляпка — покрыта оранжево-коричневыми чешуйками, в центре более интенсивной окраски, у молодых грибов шаровидная, у созревших — становится более плоской, достигает в диаметре 15 см.
Мякоть — белого цвета, плотная.
Ножка — достигает 5—10 см в высоту, 2 см в диаметре, на основании ножки утолщение.

## Распространение
Растёт на богатой органикой почве в лесах, парках.